# Christian Pander
Christian Pander est un footballeur international allemand né le 28 août 1983 à Münster. Il évolue en tant qu'arrière gauche. 
Cet arrière puissant réputé pour sa puissante frappe de balle très lourde, a joué au puis au Schalke 04 et au Hanovre 96. Il est joue également deux matchs et inscrit un but avec l'équipe d'Allemagne en 2007.

## Carrière
Formé au Preußen Münster, Christian Pander rejoint Schalke 04 en 2001  fait ses débuts en Bundesliga 1 en 2004, après une saison en Regionalliga Nord (Division régionale nord). Il s'impose rapidement au poste d'arrière latéral gauche et se distingue tout aussi rapidement par ses puissantes frappes de balle.  Néanmoins, il peine à réaliser des saisons complètes en raison de multiples blessures. En mai 2009, il contracte une sérieuse blessure à un genou lors d'un match contre le Borussia Mönchengladbach. Il mettra près d'un an et demi pour revenir sur les terrains de Bundesliga. Mais depuis son retour en décembre 2010, il n'a disputé que quelques minutes de jeu lors de 4 matchs de Bundesliga.
Le 22 août 2007, il honore sa première cape internationale avec l'équipe d'Allemagne en marquant d'un tir puissant le but de la victoire contre l'Angleterre lors d'un match amical (2-1). Ses débuts remarqués ne lui permettront cependant pas d'être retenu dans l'équipe appelé à disputer l'Euro 2008.

## Palmarès
- Schalke 04
  - Vainqueur de la Coupe de la Ligue d'Allemagne : 2005
  - Vainqueur de la Coupe Intertoto : 2003, 2004